# Robert Herrera
Robert Herrera (Montevideo, 1º marzo 1989) è un calciatore uruguaiano, centrocampista del Zacapa.